# Marie Hanitra Roilya Ranaivosoa
Marie Hanitra Roilya Ranaivosoa, née le 14 novembre 1990 à Curepipe, est une haltérophile  et taekwondoïste mauricienne.

## Carrière

### Haltérophilie
Marie Hanitra Roilya Ranaivosoa est médaillée de bronze aux Championnats d'Afrique 2013 dans la catégorie des moins de 69 kg. Elle remporte la médaille d'or dans la catégorie des moins de 53 kg aux Jeux africains de 2015 ainsi qu'aux Championnats d'Afrique 2016  dans la catégorie des moins de 48 kg.
Elle termine neuvième dans la catégorie des moins de 48 kg aux Jeux olympiques d'été de 2016.
Elle conserve son titre continental des moins de 48 kg aux Championnats d'Afrique 2017. En 2018, elle est médaillée d'argent des moins de 48 kg aux Jeux du Commonwealth et médaillée d'or des moins de 53 kg aux Championnats d'Afrique.
Elle est médaillée d'argent des moins de 48 kg aux Championnats d'Afrique 2019. Elle est médaillée d'or dans la catégorie des moins de 49 kg aux Jeux africains de 2019.
Elle termine dixième dans la catégorie des moins de 48 kg aux Jeux olympiques d'été de 2020, où elle est le porte-drapeau de la délégation mauricienne.
Ranaivosoa remporte la médaille d'argent dans l'épreuve des 49 kg lors des Jeux du Commonwealth de 2022 à Birmingham, en Angleterre. En décembre 2022, elle a été élue membre de la Commission des Athlètes de la Fédération Internationale d'Haltérophilie (IWF).
Cependant, sa carrière a été entachée par une violation des règlements antidopage, entraînant sa démission de la Commission des Athlètes de l'IWF et des sanctions ultérieures.
Son implication dans un scandale de dopage a été révélée lorsque l'Agence Internationale de Contrôle (ITA), responsable des procédures antidopage pour l'IWF, l'a accusée de manipulation et de substitution d'échantillons. L'infraction présumée aurait eu lieu en 2016, environ quatre mois avant sa participation aux Jeux Olympiques de Rio 2016, où elle a terminé à la neuvième place dans la catégorie des 48 kg. La substitution d'échantillon aurait eu lieu lors d'un contrôle hors compétition en Roumanie, où elle s'entraînait sous la direction du controversé entraîneur roumain Urdas Constantin.
À la suite de ces accusations, Ranaivosoa a démissionné de la Commission des Athlètes de l'IWF.

### Taekwondo
Elle est médaillée de bronze aux Jeux des îles de l'océan Indien 2007 à Madagascar.